# FIAT-OTO Melara 6616
FIAT-OTO Melara 6616 je italské průzkumné vozidlo. Na výrobě se podílela jak skupina FIAT (korba a automobilové prvky) tak závod OTO Melara (věž a hlavní výzbroj). Vozidlo 6616 je obojživelné a dá se vylepšit systémem NBC, klimatizací nebo protitankovým dělem ráže 106 mm. Vůz 6616 požívají karabiníci, Peru a Somálsko.